# Tulum (município)
Tulum é um município do estado de Quintana Roo, sudeste do México, cuja capital é a cidade homónima. Tem 2 040,94 km² de área e em 2010 tinha 28 263 habitantes (densidade: 13,8 hab./km²), dos quais 18 233 viviam na capital. O município foi criado em 2008, por segregação do município de Solidaridad.
As principais atrações turísticas do município, cuja faixa costeira integra a zona turística da Riviera Maya, são o sítio arqueológico de Tulum, que deu nome ao município e foi uma cidade portuária maia importante, as ruínas da cidade maia de Cobá e as praias no mar das Caraíbas.

## Geografia
Tulum situa-se na parte centro-sul do estado, na extremidade sul da península do Iucatão. Limita a norte com o município de Solidaridad e a sul com o Felipe Carrillo Puerto. Na sua extremidade ocidental faz fronteira com o município de Valladolid, no estado do Iucatão.
À semelhança do resto da península do Iucatão, o território do município é praticamente plano, com uma ligeira inclinação descendente ao mar. A altitude não ultrapassa os 25 metros acima do nível do mar.
| Localidade       | População |
| ---------------- | --------- |
| Tulum            | 18 233    |
| Chemuyil         | 1 377     |
| Akumal           | 1 310     |
| Cobá             | 1 278     |
| Chanchen Primero | 875       |
| Francisco Uh May | 655       |
| San Juan         | 599       |
| Macario Gómez    | 510       |
| Punta Allen      | 469       |

| Dados climatológicos para Tulum        | Dados climatológicos para Tulum | Dados climatológicos para Tulum | Dados climatológicos para Tulum | Dados climatológicos para Tulum | Dados climatológicos para Tulum | Dados climatológicos para Tulum | Dados climatológicos para Tulum | Dados climatológicos para Tulum | Dados climatológicos para Tulum | Dados climatológicos para Tulum | Dados climatológicos para Tulum | Dados climatológicos para Tulum | Dados climatológicos para Tulum |
| Mês                                    | Jan                             | Fev                             | Mar                             | Abr                             | Mai                             | Jun                             | Jul                             | Ago                             | Set                             | Out                             | Nov                             | Dez                             | Ano                             |
| -------------------------------------- | ------------------------------- | ------------------------------- | ------------------------------- | ------------------------------- | ------------------------------- | ------------------------------- | ------------------------------- | ------------------------------- | ------------------------------- | ------------------------------- | ------------------------------- | ------------------------------- | ------------------------------- |
| Temperatura máxima recorde (°C)        | 37,5                            | 39,0                            | 41,5                            | 42,0                            | 43,0                            | 45,0                            | 38,0                            | 44,0                            | 41,0                            | 39,0                            | 39,5                            | 37,0                            | 45,0                            |
| Temperatura máxima média (°C)          | 29,3                            | 29,8                            | 30,9                            | 31,4                            | 32,2                            | 32,0                            | 32,3                            | 32,4                            | 31,8                            | 31,2                            | 30,5                            | 29,4                            | 31,1                            |
| Temperatura média (°C)                 | 23,5                            | 24,0                            | 25,4                            | 26,2                            | 27,0                            | 27,2                            | 27,0                            | 27,1                            | 26,6                            | 25,9                            | 24,9                            | 23,8                            | 25,7                            |
| Temperatura mínima média (°C)          | 17,8                            | 18,2                            | 19,8                            | 21,1                            | 21,8                            | 22,5                            | 21,7                            | 21,7                            | 21,4                            | 20,6                            | 19,4                            | 18,2                            | 20,4                            |
| Temperatura mínima recorde (°C)        | 7,0                             | 4,3                             | 7,2                             | 7,1                             | 8,2                             | 11,2                            | 9,0                             | 10,0                            | 5,3                             | 4,4                             | 9,0                             | 7,0                             | 4,3                             |
| Chuva (mm)                             | 60,7                            | 48,3                            | 31,2                            | 38,8                            | 103,6                           | 156,5                           | 102,0                           | 101,7                           | 167,2                           | 178,1                           | 83,7                            | 65,0                            | 1 136,8                         |
| Dias com chuva (0.1 mm)                | 7,2                             | 4,7                             | 3,3                             | 3,3                             | 6,1                             | 9,7                             | 8,5                             | 9,1                             | 12,8                            | 11,4                            | 8,5                             | 7,1                             | 91,7                            |
| Fonte: Servicio Meteorológico Nacional |                                 |                                 |                                 |                                 |                                 |                                 |                                 |                                 |                                 |                                 |                                 |                                 |                                 |